# Vsi predsednikovi možje (film)
Vsi predsednikovi možje (originalno All the President's Men) je ameriški biografski politični triler iz leta 1976, ki govori o aferi Watergate, ki je strmoglavila vladavino Richarda Nixona. Film je režiral Alan J. Pakula, scenarij pa je napisal William Goldman, temelji pa na nefikcijski knjigi Carla Bernsteina in Boba Woodwarda iz leta 1974, novinarjev, ki sta za The Washington Post preiskovala afero.
V filmu igrata Robert Redford in Dustin Hoffman kot Woodward in Bernstein. Producent filma je bil Walter Coblenz za Redfordovo podjetje Wildwood Enterprises.
Film je bil nominiran za več nagrad, med njimi je prej Oskarja, Zlati globus in BAFTA; Jason Robards je za upodobitev Bena Bradleeja prejel oskarja za najboljšega stranskega igralca. Leta 2010 ga je Kongresna knjižnica film izbrala za hrambo v Nacionalnem filmskem registru Združenih držav Amerike z razlogom, da je »kulturno, zgodovinsko ali estetsko pomemben«.